# Z 33
Der Zerstörer Z 33 wurde im Zweiten Weltkrieg als Typ 1936A (Mob) der deutschen Kriegsmarine gebaut.

## Bau
Die Kiellegung des Schiffes erfolgte am 22. Dezember 1940 auf der Deschimag-Werft AG Weser in Bremen und der Stapellauf am 15. September 1941.

## Einsatz im Nordmeer
Die Indienststellung von Z 33 erfolgte am 6. Februar 1943. Nach der Einfahrzeit fuhr der Zerstörer zusammen mit Z 27 nach Nordnorwegen zur Kampfgruppe I.
Der erste Kampfeinsatz erfolgte beim Unternehmen Sizilien gegen Spitzbergen Anfang September 1943, bei dem Z 33 von der Küstenartillerie 33 Treffer erhielt, die die Brücke und den Schiffsrumpf trafen. 3 Tote und 25 Verwundete kostete der Beschuss durch die Küstenartillerie auf den Zerstörer.
Z 33 war zwar beim Unternehmen Ostfront Ende Dezember 1943, dem vergeblichen Angriff einer deutschen Kriegsschiffgruppe auf den Nordmeergeleitzug JW 55B dabei, hatte aber keine Feindberührung.
Während eines Luftangriffs auf des Schlachtschiff Tirpitz am 17. Juli 1944 wurde Z 33 durch Bordwaffenbeschuss leicht beschädigt. Fünf Tage brauchten die Reparaturarbeiten.
Von Oktober bis Dezember 1944 führte der Zerstörer verschiedene Geleit- und Sicherungsdienste für die Evakuierung der Polarfront im nördlichsten Finnland und Norwegen aus und legte zusammen mit Z 31 Minen im Porsangerfjord und im Reppfjord. Kleinere Schäden, die bei diesen Unternehmen entstanden, wurden in Narvik repariert.
Am 5. Februar 1945 war Z 33 der letzte deutsche Zerstörer in Nordnorwegen, als er nach Deutschland abfuhr, doch hatte er am 7. Februar Grundberührung im Brufjord, der zu schweren Beschädigungen an der Antriebsanlage führte. Der Zerstörer musste zur Reparatur nach Trondheim geschleppt werden, wobei das Schiff durch dauernde Luftangriffe weitere Schäden durch Bomben und Bordwaffenbeschuss erhielt. Am 11. Februar wurde Z 33 in Trondheim eingeschleppt.

## Ostsee und Nordsee
Am 26. März 1945 verließ Z 33 mit eigener Kraft Trondheim und erreichte am 2. April Swinemünde. Wegen Treibstoffmangels wurden mehrere Kriegsschiffe in Swinemünde aufgelegt, darunter auch Z 33. Die Flakbewaffnung des Schiffes wurde demontiert und anderweitig verwendet, als entschieden wurde, das Schiff vor der vorrückenden Roten Armee nach Westen zu verlegen. Dafür wurden aus dem schwer beschädigten Schweren Kreuzer Lützow Flakwaffen ausgebaut und auf Z 33 aufgebaut. Da von der nun an Land eingesetzten Besatzung nur Teile für die Abfahrt des Zerstörers zusammengerufen werden konnte, wurde auch anderes gerade greifbares Marinepersonal für die Auffüllung der Besatzung herangezogen. Am 27. April 1945 fuhr der Zerstörer nach Westen ab und erreichte über Kiel und Brunsbüttel Cuxhaven. Dort wurde Z 33 außer Dienst gestellt und schließlich von den Briten als Kriegsbeute beschlagnahmt.
Im Juni 1945 wurde der Zerstörer mit einer gemischten deutsch-britischen Besatzung nach Wilhelmshaven überführt und einer Werftüberholung unterzogen.

## Sowjetische Kriegsbeute
Im Teilungsabkommen der Tripartite Naval Commission der alliierten Mächte über die Schiffe der Kriegsmarine wurde Z 33 im Dezember 1945 der Sowjetunion zugesprochen. In einem Geleit von für die Sowjetunion bestimmten deutschen Schiffe verließ der Zerstörer am 2. Januar 1946 Wilhelmshaven nach Libau.
Unter dem neuen Namen Provornyy wurde der Zerstörer der Baltischen Flotte der Sowjetunion zugeteilt. Seit dem 30. November 1954 diente der Zerstörer als Schulschiff. Am 22. April 1955 wurde er Wohnschiff. 1960 brannte das Schiff aus und sank an seiner Anlegestelle. 1962 wurde die ehemalige Z 33 gehoben und verschrottet.

## Kommandanten zur deutschen Zeit des Zerstörers
- 6. Februar 1943 bis Juni 1944 Kapitän zur See Erich Holtorf
- Juni 1944 bis Februar 1945 Fregattenkapitän Rudolf Menge
- Februar 1945 bis Mai 1945 Kapitänleutnant Heinrich Peter-Prickham (Erster Offizier von Z 33) in Stellvertretung des Kommandanten